# ویلیام گریبه
ویلیام گریبه (انگلیسی: William Grebe; ۱ ژانویهٔ ۱۸۷۰ – ۱ ژانویهٔ ۱۹۰۷) شمشیرباز اهل ایالات متحده آمریکا بود.